# Lobéké-Nationalpark
Der Lobéké-Nationalpark (englisch Lobéké National Park, französisch parc national de Lobéké) ist ein Nationalpark im Südosten Kameruns. Der Park ist Teil des Kongobeckens.

## Geschichte
Schon im Jahre 1991 erstellte der WWF ein biologisches Gutachten, das empfahl, das Lobéké-Gebiet zu schützen. Im Oktober 1999 wurde der 2178 km² große Park zum Nationalpark erklärt. Damit hat die kamerunische Regierung die jahrelangen Bemühungen des WWF zum Schutz des Gebietes anerkannt. Im gleichen Jahr wurde die sogenannte Yaoundé-Erklärung unterzeichnet. Durch die Kooperation entstand der trinationale Park Sangha, oft auch als Friedenspark bezeichnet. Lobéké ist Teil dieser Kooperation, die insgesamt 14 381 km² umfasst.
Am 3. Juli 2012 wurde der Lobéké-Nationalpark als Teil der Weltnaturerbestätte Sangha Trinational in die Liste des UNESCO-Welterbe aufgenommen.

## Geographie
Lobéke gehört zum Bezirk Moloundou.

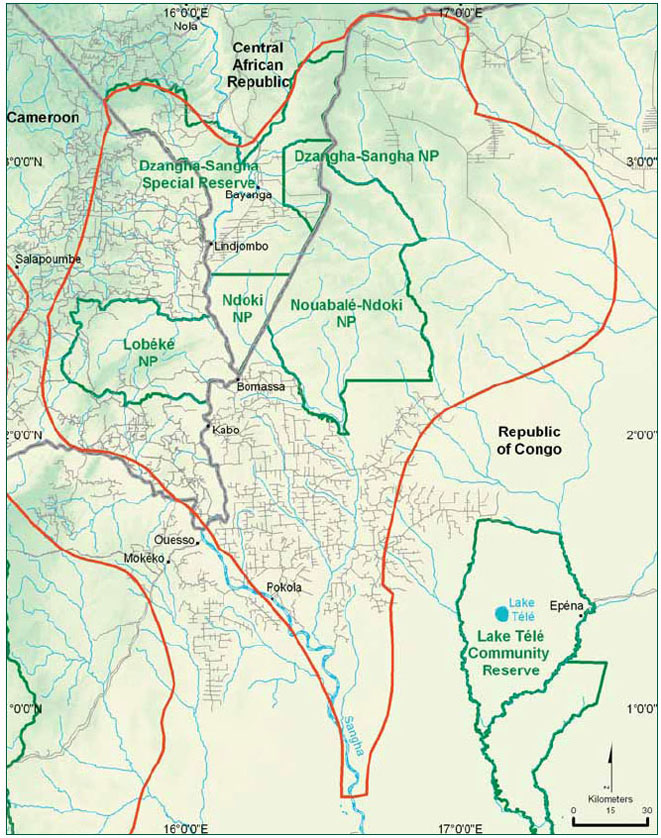
Tri-National de la Sangha als über drei Staaten reichendes Transfrontier Conservations Area

Der Park liegt im Boumba- und Ngoko-Gebiet.
Aufgrund seiner Nähe zu den Nachbarländern Republik Kongo und Zentralafrikanische Republik ist der Park Teil einer trinationalen Umweltschutzinitiative mit dem Sangha als Grenzfluss im Zentrum des Schutzgebiets. Zur Initiative gehören auch das Dzanga-Sangha-Waldreservat sowie der 1143 km² große Nationalpark Dzanga-Ndoki (Zentralafrikanische Republik) und der Nationalpark Nouabalé-Ndoki (NouabalÚ-Ndoki, 4190 km²) ergänzt durch das Schutzgebiet Nouable Ndoki (Republik Kongo).

## Flora
Die Flora des Parks besteht in halb-laubartigem Immergrün und Bruchwald. Der Wald zeichnet sich durch eine enorme Pflanzenvielfalt aus.
Unter den kommerziell genutzten Bäumen befinden sich Abachi, Sapeli und Azobe. Mindestens 300 verschiedene Baumarten befinden sich im gesamten Gebiet.
Die Abholzung des Waldes ist wie oft in Entwicklungsländern ein großes Problem. Jede Menge illegal geschlagene Tropenhölzer landen täglich zur Verschiffung in Douala.

## Fauna
Lobéké ist Heimat der sogenannten charismatischen Megafauna. Im Wald findet man Waldelefanten, Gorillas, Schimpansen, Große Weißnasenmeerkatzen, Grauwangenmangaben, Riesenwaldschweine, Pinselohrschweine, Gelbrückenducker, Kongo-Schwarzrückenducker und Bongos.
Die Avifauna ist beachtlich. Es wurden mehr als 283 Vogelarten inventarisiert. Es gibt eine beachtliche Anzahl von Graupapageien. Außerdem findet man die seltene Rotnasen-Grüntaube (Treron calvus) und Rhinozerosvögel (Buceros rhinoceros). Des Weiteren kann man im Reservat den Gelbkehlkuckuck (Chrysococcyx flavigularis), die Gelbschnabeleule (Otus icterorhynchus) und den Kastanienliest (Halcyon badia) beobachten.
Der illegale Papageienfang bzw. die Vogelwilderei stellt ein großes Problem dar. Jährlich werden mehrere tausend Graupapageien gefangen und illegal exportiert.
Außerdem findet sich im Reservat eine außergewöhnliche Herpetofauna. Am Lobéké-See gibt es unter anderem Krokodile.

## Bevölkerung
In Lobéké leben verschiedene ethnische Gruppen u. a. die Baka, Bangando und Bakwelle.
Außerdem gibt es die ethnischen Gruppe der Bantu sowie immigrierte Gruppen.
Aufgrund der Enteignung der indigenen Bevölkerung ohne Kompensation bzw. Aufzeigen einer Perspektive, verarmt die heimische Bevölkerung zunehmend.